# 冷徹冷静しかして×××!!
『冷徹冷静しかして×××!!』（れいてつれいせいしかして）は、2008年3月14日にChien（シアン）より発売された18禁PC用アダルトゲーム。

## あらすじ
名門学校・三門学園では、生徒会総選挙『選挙祭』に沸き立っていた。
紅院薫子は立候補者の演説の場で自らの王国を作ることを宣言し、会場を混乱に陥れた。
選挙祭に出馬することなく、頼まれた仕事を手伝っていた石動は、その夜彼女が自分の婚約者であることを知った。
兵馬の護衛である城前叢は、薫子に嫉妬し、薫子もまた叢を挑発していた。
かくして、彼の平穏な日常は、波瀾の日々へと変わっていった。

## 登場人物
石動 兵馬（いするぎ ひょうま）
身長：170cm、体重：58kg
主人公である、三門学園2年生。
紅院 薫子（くいん とうこ）
声 - 一色ヒカル
身長：165cm、体重：53kg、誕生日：12月25日、血液型：A
三門学園2年生。冷静かつ独善的で完璧なように見えるが、実は努力家。
城前 叢（しろまえ そう）
声 - 松田理沙
身長：165cm、体重：48kg、誕生日：3月24日、血液型：B
三門学園3年生で、石動家から兵馬の護衛に来た少女。銃火器が得意。
御雷 珠（みかずち まどか）
声 - 茶谷やすら
身長：155cm、体重：48kg、誕生日：5月5日、血液型：AB
三門学園2年生で、兵馬の同級生。明るく無邪気なように見えて、凄腕のハッカー。
珠自身は特にこれといった派閥には所属していないが、薫子の野望を知り、興味を抱いている。
武宮 剣（たけみや つるぎ）
声 - 北山幸二
身長：180cm、体重：80kg
三門学園2年生で、兵馬の幼馴染。眉目秀麗・文武両道だが、性格に難があるうえ、実妹からも呆れられるほどのロリコンである。

### 学閥
武宮 妃奈（たけみや ひな）
声 - 風音
身長：145cm、体重：37kg、誕生日：11月14日、血液型：B
三門学園2年生で、兵馬の幼馴染にして剣の妹。非常に頭がよいが、それがゆえに自信過剰になっており、他人を見下すようになった。
今回の選挙祭では結乃の推薦人として参加している。
結乃・ヴァイスプリンツェシン（ゆの・ヴァイスプリンツェシン）
声 - みる
身長：140cm、体重：32kg、誕生日：1月11日、血液型：O
三門学園1年生で、学閥の推薦する次期委員長候補。権謀術数が横行する世界で育ってきたが、彼女自身は他者の善意や悪意に対して反応を見せるタイプではない。
主道 成司（しゅどう なるし）
声 - 松本和海
身長：147cm、体重：30kg
前委員長である3年生で、学閥の代表者。
眉目秀麗・文武両道・そして名家の御曹司と三拍子そろった人物だが、極度のナルシストである。
裏方 影助（うらかた えいすけ）
声 - 紫陽花
身長：187cm、体重：90kg
三門学園2年生で、主道家の護衛を務める男子生徒。
無口で主に忠実な巨漢。

## スタッフ
- 原画 - 甲斐、柳木悠一郎
- シナリオ - 神無月如月、玉沢円、O-take、ソウヨウ、和端倫
- 音楽 - 吉田仁郎、春日森
- 企画・制作 - Chien

## 主題歌
- OP主題歌「∞LOVERS」（歌 - ave；new(a.k.a.dRESS+佐倉紗織)）
- 挿入歌「トライアングル」（歌 - 真理絵）
- ED主題歌「時計塔の上から」（歌 - 真理絵）
  - 作詞・作曲 - 金子剛＆松宮豊